# Anna of the North
Anna of the North, pseudonimo di Anna Lotterud (Gjøvik, 8 giugno 1989), è una cantautrice norvegese.

## Biografia
Anna Lotterud ha studiato graphic design prima di trasferirsi a Melbourne per ulteriori studi. In questa città ha incontrato il produttore neozelandese Brady Daniell-Smith in uno dei suoi spettacoli, con cui ha deciso di fondare il duo Anna of the North, venendo accompagnata da lui come produttore.
Nel giugno 2014 hanno pubblicato il singolo di debutto Sway, che ha iniziato a ricevere popolarità su Internet fino a fruttare loro un contratto discografico con la Honeymoon. Nel settembre 2014 i Chainsmokers hanno ufficialmente remixato il brano.
È stato seguito da The Dreamer e Baby, supportando intanto Kygo in tournée in tutta Europa. Nei mesi successivi il duo ha pubblicato i brani Us e Oslo, acclamati dalla critica specializzata.
Nel maggio 2017 hanno annunciato l'album di debutto Lovers, fissandone la data di uscita all'8 settembre successivo e pubblicando il singolo apripista omonimo. Quest'ultimo è stato incluso nella colonna sonora del film Netflix Tutte le volte che ho scritto ti amo.
A luglio 2017 gli Anna of the North hanno partecipato ai brani Boredom e 911 / Mr. Lonely di Tyler, the Creator dal suo album Flower Boy insieme a, rispettivamente, Rex Orange County e Steve Lacy e Frank Ocean. Con Tyler, the Creator e Steve Lacy si sono esibiti al The Late Show with Stephen Colbert. A fine 2018, con l'abbandono amichevole del produttore Brady, il progetto Anna of the North come duo è terminato.
Lotterud ha continuato il progetto Anna of the North come cantante solista pubblicando il secondo album in studio, Dream Girl, il 25 ottobre 2019. La traccia omonima è apparsa in uno spot pubblicitario di iPad Pro nel 2020.

## Discografia

### Album in studio
- 2017 – Lovers
- 2019 – Dream Girl
- 2022 – Crazy Life

### EP
- 2020 – Believe

### Singoli
- 2014 – Sway
- 2015 – The Dreamer
- 2016 – Baby
- 2016 – Us
- 2017 – Oslo
- 2017 – Lovers
- 2017 – Someone
- 2017 – Money
- 2017 – Fire
- 2019 – Leaning On Myself
- 2019 – Used to Be
- 2019 – Thank Me Later
- 2019 – Playing Games
- 2019 – Dream Girl
- 2020 – Someone Special
- 2020 – Believe
- 2021 – Here's to Another
- 2022 – Meteorite (con Gus Dapperton)
- 2022 – Dandelion
- 2022 – Bird Song
- 2022 – Nobody
- 2022 – I Do You